# Nastazja Staniszewska
Anna Nastazja Staniszewska (geboren am 10. Februar 1996 in Breslau) ist eine polnische Malerin, Grafikerin und Bildhauerin.

## Biographie
Nastazja Staniszewska erlitt im Jahr 2013 einen Verkehrsunfall, in dessen Folge sie mit dauerhaften Schmerzen aufgrund von Schäden an der Wirbelsäule und am Nacken zu kämpfen hatte. Darüber hinaus verstärkten sich die Auswirkungen ihrer privaten Probleme, und sie kämpfte einige Jahre lang mit Depressionen und Angstzuständen. Als sie sich von dem Trauma des Unfalls erholt hatte, änderte sie die Reihenfolge ihrer Namen und betonte den Namen Nastasia, dessen griechische Wurzel auf den Begriff Auferstehung verweist, was für die Künstlerin eine symbolische Bedeutung hatte, als sie begann, das posttraumatische Wachstum zu erleben, wurde ihr künstlerisches Credo zur Heilung durch Kunst. Nach ihrer Heirat nahm sie den Nachnamen ihres Mannes an und nannte sich formell Nastazja Anna Gofroń, wobei Nastazja Staniszewska ihr künstlerisches Pseudonym war.
Ihre Familie stammt aus Walcz. Ihre Eltern sind in der Textilindustrie tätig und haben in Italien und China gearbeitet, was einen großen Einfluss auf sie hatte, da sie seit ihrer Kindheit von Textilien umgeben ist und die Gelegenheit hatte, Museen in der ganzen Welt zu besuchen. Ihre jüngere Schwestern, die Tänzerin Maria Wiktoria Staniszewska ist ebenfalls eine Inspiration für ihre Malerei. Staniszewska machte ihren Abschluss am Krzysztof-Kamil-Baczyński-Gymnasium Nr. VII in Breslau. Sie ist Absolventin (2021) der Malerei im Atelier von Marta Makarczuk und der Kunstpädagogik an der Jan-Matejko-Akademie der Bildenden Künste in Krakau (2022). Sie verteidigte ihr Doktordiplom in Malerei an der Eugeniusz-Geppert-Akademie der Bildenden Künste in Breslau (2023). Sie ist die Gründerin der Gruppe „Youth“, die die „Body-Positive“-Bewegung unterstützt, indem sie deren Projekt freizügiger Nacktfotos der Teilnehmerinnen der Kunstgruppe selbst stützt. Staniszewska ist mehrfache Stipendiatin des Rektors der Akademie der Bildenden Künste in Krakau und Breslau.
Im Jahr 2018 veröffentlichte Staniszewska den Gedichtband „Reflexion“ [Refleksja], in dem sie über das erlebte Trauma spricht und sich vor allem auf die negativen Aspekte der menschlichen Existenz konzentriert.
Die Gemälde von Nastazja Staniszewska befinden sich in Privatsammlungen in Polen und im Ausland, darunter in Breslau, Krakau, Warschau, Berlin, London, Rom und Venedig. Sie arbeitet mit Galerien in Polen zusammen, darunter: Artinfo, Rempex, Pragaleria, Auktionshaus Sopot. Im Ausland mit Artio Gallery in New York und Toronto.

## Ausstellungen (Auswahl)

### Einzelausstellungen
- 2021: Aufnahme ihrer Gemälde in eine Dauerausstellung in der Galerie ArtBay (Hergon), Krakau[9]
- 2021w: Ausstellung von Online-Zeichnungen aus den Serien „Cielesność“ [ Körperlichkeit ] und „Przestrzeń ciała“ [Raum des Körpers] in der Galerie im zweiten Stock [Galeria Drugie Piętro] an der Jan-Matejko-Akademie der Bildenden Künste in Krakau[10]
- 2021–2022: Ausstellung mit dem Titel „Selbstporträt“ [Autoportret] in der Galerie im zweiten Stock [Galeria Drugie Piętro] in Gebäude der Jan-Matejko-Akademie der Bildenden Künste in Krakau, Jan Matejko Platz 13[11]
- 2021: Ausstellung ihres künstlerischen Schaffens mit dem Titel „Raum des Körpers“ [„Przestrzeń ciała“] in Breslau[12]
- 2022: Ausstellung „Flora Botanica“ in der Galerie im zweiten Stock [Galeria Drugie Piętro], in Gebäude der Jan-Matejko-Akademie der Bildenden Künste in Krakau, Jan Matejko Platz 13[13]
- 2022: Ausstellung „Drawning Power“ in der Galerie im zweiten Stock [Galeria Drugie Piętro] der Jan-Matejko-Akademie der Bildenden Künste in Krakau, Jan Matejko Platz 13[14]
- 2022: Kulturzentrum Podgórze Krakau: Kulturklub Soboniowice, Rostworowskiego-Straße 13. „MMM – Meine drei Musen“[9]
- 2023: Ausstellung „Flora botanica“ im ODSK PIAST [Piast-Zentrum für soziale und kulturelle Aktivitäten] in Breslau. Die Ausstellung umfasste Gemälde, Drucke, Skulpturen und Installationen[15]
- 2023: Ausstellung in der Artio Gallery in New York

### Gruppenausstellungen
- 2018: Ausstellung „200 Jahre der Akademie. 100 Jahre! Akademie der Frauen“ an der Akademie der Bildenden Künste in Krakau[16]
- 2019: Ausstellung „Traces“ – Das Unaussprechliche ausdrücken, in der Heizungskeller Galerie der Technischen Universität Krakau[17]
- 2021: Organisatorin, Koordinatorin, Kuratorin und Teilnehmerin der Malereiausstellung „Dissonanzen“ in den Räumen der ArtBay Galerie (Hergon) in Krakau[18]
- 2021: Organisatorin, Koordinatorin, Kuratorin und Teilnehmerin der internationalen Zeichnungsausstellung „Berühmtheit“ in den Räumen der ArtBay Gallery (Hergon) in Krakau[19]
- 2021: Organisatorin, Koordinatorin, Kuratorin und Teilnehmerin der Foto- und Grafikausstellung „Body space“ im Labor Bühne in Krakau [Laboratorium Scena w Krakowie][20]
- 2022: Ausstellung „Wir unterstützen die Ukraine“ über den ukrainisch-russischen Krieg und an einer Wohltätigkeitsauktion zur Unterstützung der Menschen in der Ukraine in der Galerie Exit in der Hubska-Straße 44-48 auf dem Gelände des Stary Browar Mieszczański in Breslau[21]
- 2022: Triennale der Zeichnung Breslau 2022 im Projekt „Über die grüne Farbe und Perücken“[22], inspiriert von Peter Greenaways Film „The Draughtsman's Contract“.
- 2022: Ausstellung „Ich bin eine Künstlerin“, organisiert von Festival Krakers Art Week in Krakau in der Galerie ArtBay[23]
- 2022: Ausstellung „Zeit der Positivistinnen“ im Museum Maria Konopnicka in Żarnowiec[24]
- 2022: Kunstmesse C-ART DAYS im Internationalen Kongresszentrum in Katowice[25]
- 2022: Kunstmesse C-ART DAYS in der Jahrhunderthalle in Breslau[26]
- 2023: internationale Ausstellung „Body spaces“ in Albrizzi – Capello-Palast in Venedig[27]
- 2023: internationale Ausstellung in Rom in der Medina Art Gallery[28][29]
- 2023: internationale Ausstellung VISIONS in Venedig im Palazzo Albrizzi – Capello[30]
- 2023: internationale Ausstellung „Supernatural“ in London in The Line Contemporary Art Space[31]